# Spondianthus
Spondianthus is een geslacht uit de familie Phyllanthaceae. Het geslacht telt een soort die wijdverspreid voorkomt in tropisch Afrika, van Liberia tot in Mozambique.

## Soorten
- Spondianthus preussii Engl.